# Osiedle Starosielce, Białystok
Starosielce (lit. Khu định cư cũ) là một trong những quận của thành phố Białystok, Ba Lan.